# Elezioni comunali in Umbria del 2025
Le elezioni comunali in Umbria del 2025 si sono tenute il 25 e 26 maggio (con eventuale turno di ballottaggio l'8 e 9 giugno).

## Riepilogo sindaci eletti
Coalizione di centro-sinistra
| Provincia | Comune | Popolazione legale (censimento 2025) | Sindaco uscente | Sindaco uscente      | Sindaco eletto | Sindaco eletto       | Primo turno | Primo turno | Secondo turno | Secondo turno | Seggi   |
| Provincia | Comune | Popolazione legale (censimento 2025) | Sindaco uscente | Sindaco uscente      | Sindaco eletto | Sindaco eletto       | Voti        | %           | Voti          | %             | Seggi   |
| --------- | ------ | ------------------------------------ | --------------- | -------------------- | -------------- | -------------------- | ----------- | ----------- | ------------- | ------------- | ------- |
| Perugia   | Assisi | 27 453                               |                 | Valter Stoppini (PD) |                | Valter Stoppini (PD) | 7 527       | 51,63       | —             | —             | 10 / 16 |

## Provincia di Perugia

### Assisi
|                                     | Valter Stoppini ✔️ Sindaco | 7 527                | 51,63 | Partito Democratico | 1 726  | 12,88 | 3  |  |  |
| Valter Stoppini per Assisi          | Valter Stoppini ✔️ Sindaco | 7 527                | 51,63 | 1 657               | 12,36  | 3     |    |  |  |
| Assisi Domani                       | Valter Stoppini ✔️ Sindaco | 7 527                | 51,63 | 1 517               | 11,32  | 2     |    |  |  |
| Assisi Civica                       | Valter Stoppini ✔️ Sindaco | 7 527                | 51,63 | 1 008               | 7,52   | 1     |    |  |  |
| Progressisti per Assisi (M5S - PRC) | Valter Stoppini ✔️ Sindaco | 7 527                | 51,63 | 895                 | 6,68   | 1     |    |  |  |
| Totale liste                        | Valter Stoppini ✔️ Sindaco | 7 527                | 51,63 | 6 803               | 50,76  | 10    |    |  |  |
|                                     | Eolo Cicogna               | 7 053                | 48,37 | Fratelli d'Italia   | 1 784  | 13,31 | 2  |  |  |
| Assisi al Centro                    | Eolo Cicogna               | 7 053                | 48,37 | 1 749               | 13,05  | 1     |    |  |  |
| Eolo Cicogna Sindaco                | Eolo Cicogna               | 7 053                | 48,37 | 1 691               | 12,62  | 1     |    |  |  |
| Forza Italia                        | Eolo Cicogna               | 7 053                | 48,37 | 951                 | 7,10   | 1     |    |  |  |
| Lega                                | Eolo Cicogna               | 7 053                | 48,37 | 423                 | 3,16   | –     |    |  |  |
| Seggio di coalizione                | Seggio di coalizione       | Seggio di coalizione | 48,37 | 1                   |        |       |    |  |  |
| Totale liste                        | Eolo Cicogna               | 7 053                | 48,37 | 6 598               | 49,24  | 5     |    |  |  |
| Totale                              | Totale                     | 14 580               | 100   |                     | 13 401 | 100   | 16 |  |  |
|                                     |                            |                      |       |                     |        |       |    |  |  |
| Schede bianche                      | Schede bianche             | 90                   | 0,60  |                     |        |       |    |  |  |
| Schede nulle                        | Schede nulle               | 274                  | 1,83  |                     |        |       |    |  |  |
| Votanti                             | Votanti                    | 14 944               | 64,36 |                     |        |       |    |  |  |
| Elettori                            | Elettori                   | 23 221               |       |                     |        |       |    |  |  |
|                                     |                            |                      |       |                     |        |       |    |  |  |
| Fonte: Ministero dell'interno       |                            |                      |       |                     |        |       |    |  |  |

## Provincia di Terni

### Amelia
|                               | Avio Proietti Scorsoni ✔️ Sindaco | Per Amelia             | 3 377 | 54,94 | 11 |  |  |  |  |
|                               | Pompeo Petrarca                   | Amelia un Patto Avanti | 2 770 | 45,06 | 5  |  |  |  |  |
| Totale                        | Totale                            |                        | 6 147 | 100   | 16 |  |  |  |  |
|                               |                                   |                        |       |       |    |  |  |  |  |
| Fonte: Ministero dell'interno |                                   |                        |       |       |    |  |  |  |  |